# Gorodki (obwód orenburski)
Gorodki (ros. Городки) – wieś (sieło) w Rosji, w obwodzie orenburskim, w rejonie tiulgańskim. W 2010 liczyła 585 mieszkańców.